# Kjell Borg
Kjell Borg, född 22 juni 1941 i Göteborg, död 27 mars 2009 i Strömstad, var en svensk marinmålare och musiker.

## Biografi
Borg utbildade sig i Stockholm. Han studerade porträttmåleri för Dag Störtebecker och marinmåleri för William Kjeldgaard i Danmark.

## Karriär
Borgs första utställning ägde rum 1975 och därefter har han haft utställningar i Luleå, Nykvarn, Torreby Slott, Sarpsborg, Oslo, Nice, Åbo, Pargas, Göteborg, Stockholm, Workington och Barrow-in-Furness i England, Fredrikstad, Hankö och Hamburg.
Borg är representerad på bland annat 
Sjöfartsmuseet i Göteborg, samt i Danmark, Norge, Finland, USA, Frankrike, Tyskland och England.